# Noaptea (povestire)
„Noaptea”, cunoscută și sub titlul „Nocturna”, (în germană Nachts) este o povestire scurtă scrisă de Franz Kafka cel mai probabil în octombrie 1920 și găsită într-un morman de pagini disparate. Ea a fost publicată postum de Max Brod în volumul Beschreibung eines Kampfes. Novellen, Skizzen, Aphorismen aus dem Nachlaß (Praga, 1936).
La fel ca multe dintre bucățile literare din caietele sale, povestirea este mai mult un segment narativ decât o poveste. Scriitorul ceh Gustav Janouch, care l-a cunoscut pe Kafka și a consemnat discuțiile purtate cu scriitorul evreu la începutul anilor 1920 în volumul Conversații cu Kafka (1951), a sugerat că povestirea lui Kafka a fost influențată atât de persistenta sa insomnie, cât și de dorința de a se referi la pericolele potențiale ale oamenilor din societate, care nu sunt supravegheați atunci când ar trebui să fie.

## Rezumat
Naratorul reflectă asupra iluziei celor care dorm noaptea că sunt ocrotiți deoarece se odihnesc într-un pat solid aflat sub un acoperiș, în timp ce în realitate oamenii care dorm în prezent sunt la fel de lipsiți de apărare pe timpul nopții așa cum erau pe vremuri populațiile numeroase și armatele întregi ce se odihneau în tabere aflate sub cerul liber. Acum, la fel ca și atunci, cineva trebuie să rămână treaz și să vegheze, comunicând cu celelalte străji prin semne silențioase.

## Scriere și publicare
Povestirea „Noaptea” a fost scrisă cel mai probabil în octombrie 1920, potrivit istoricilor literari care au studiat viața și opera lui Kafka. Manuscrisul fără titlu al acestei scurte proze meditative a fost găsit într-un morman de pagini disparate presupuse a fi scrise în toamna anului 1920, colecție pe care editorii Kritische Ausgabe (Ediție critică) au numit-o Konvolut 1920.
Prietenul autorului, Max Brod, i-a dat titlul „Nachts” și a publicat-o postum în 1936 în volumul 5 al ediției de „Gesammelte Schriften” (Scrieri alese), ce a purtat titlul Beschreibung eines Kampfes: Novellen, Skizzen, Aphorismen aus dem Nachlaß (H. Mercy Sohn, Praga, 1936).

## Analiza textului și interpretări
Naratorul la persoana I al acestui text, care este treaz în cursul nopții, meditează la numărul mare de indivizi care dorm confortabil în paturile lor, comparându-i pe aceștia cu o armată întreagă de nomazi care se odihnește pe pământul rece într-o tabără aflată sub cerul liber. Este o aluzie aparentă la Exodul de 40 de ani al evreilor (din Egipt în Canaan) sub conducerea lui Moise, precum și la persecuția evreilor în Europa medievală sau chiar, într-o anticipare profetică, după cum au susținut unii interpreți, la Holocaustul produs după moartea lui Kafka.
Oricare ar fi fost ideea de referință a lui Kafka, naratorul din această povestire își asumă sarcina de santinelă care trebuie să vegheze asupra oamenilor adormiți, asemenea soldatului roman de la poalele Vezuviului care nu și-a părăsit postul, deși simțea apropierea râului de lavă, și a fost înghițit de torentul incandescent. „E scris că cineva trebuie să stea de strajă. Că cineva trebuie să fie prezent”, scrie Kafka. În contextul referirii la textele biblice ar putea fi o autoatribuire a unui rol similar cu cel al lui Moise sau, mai probabil, o asociere a autorului cu un gardian al omenirii. Dat fiind faptul că Franz Kafka era mai creativ în timpul nopții, această asociere are o anumită latură autobiografică. În această accepțiune, povestirea evidențiază solitudinea scriitorului, dar și rolul său de apărător al omenirii. Contrastul între somnul liniștit al celor care dorm și starea de veghe și de introspecție a celui care veghează sugerează o astfel de interpretare.
Naratorul nu este însă singurul străjer, ci mai există și alții, iar străjerii comunică între ei prin mijloace non-verbale (de exemplu prin clătinarea unui lemn aprins) așa cum artiștii comunică prin mijloace specifice inaccesibile înțelegerii maselor de oameni simpli. Ținând cont de faptul că Franz Kafka a notat odată în jurnalul său (Tagebücher) că scrisul este pentru el o formă de rugăciune, arta devine, în această accepțiune, un far călăuzitor cu puteri ezoterice.

## Traduceri
Povestirea „Noaptea” a fost tradusă în mai multe limbi străine: suedeză („Om natten”, în revista Ord och bild, anul XLVII (1939); traducere de Johannes Edfelt; republicată în 1940 în vol. Hopplöst..., editat de Bonnier din Stockholm, în 1964 în vol. Dikter och dokument, editat de Piccolo din Stockholm, și în 1975 în vol. Prosastycken, editat de Wahlström & Widstrand din Stockholm), franceză („De nuit”, în revista L'Arbalète, nr. 10, primăvara anului 1945; traducere de Jean Carrive), cehă („V noci”, în revista Nový život, Praga, nr. 4, 1957; traducere de Zbyněk Sehal), coreeană („Bam-e”, în vol. Chiburo Kanun Kil, Minumsa, Seul, 1984, p. 16; traducere de Yong-Ae Chun), rusă („Nociiu”, în vol. Zamok: Roman; Novellî i pritci; Pismo otcu; Pisma Milene, Politizdat, Moscova, 1991; traducere de Vera Stanevici; reeditată în vol. Zamok. Roman, rasskazî, pritci, RIF, Moscova, 1991; o altă traducere a fost efectuată de Gherbert Notkin și publicată în 2001 în vol. Malaia proza. Drama, tipărit de editura Amfora din Sankt Petersburg) etc.
Prima traducere în limba română a povestirii a fost realizată de Nicolae Popescu și publicată în 1967 sub titlul „Nocturna” în revista Astra din Brașov (anul VII, p. 20). O traducere mai populară, efectuată de Iulia Soare și intitulată „Noaptea”, a apărut în 1968 în antologia Amurgul imperiului. Proza austriacă modernă. Vol. I (pp. 420-421), tipărită de Editura pentru Literatură din București.